# Ischalia
Az Ischalia a rovarok (Insecta) osztályában a bogarak (Coleoptera) rendjébe, azon belül a mindenevő bogarak (Polyphaga) alrendjébe tartozó nem.

## Rendszerezés
Rendszertana vitatott. Gyakran a fürgebogárfélék (Anthicidae) családjának Ischaliinae alcsaládjába sorolják. Más rendszertanok az önálló Ischaliidae családba, megint mások a cérnanyakúbogár-félék (Scraptiidae) családjába helyezik.